# Kristian Porsgaard Rosasco
Kristian Porsgaard Rosasco (født 13. februar 1981 i Aarhus) er journalist og tv-vært på Aftenshowet på DR1. Kristian Porsgaard Rosasco har også optrådt som nyhedsvært på TV Avisen (2012) og DR's nyhedskanal DR Update (2010-2012), samt været radiovært på P3 Nyheder.
Kristian Porsgaard Rosasco er uddannet journalist fra Journalisthøjskolen i Aarhus i 2009.